# 国立台湾大学
国立台湾大学（こくりつたいわんだいがく、英語: National Taiwan University、公用語表記: 國立臺灣大學）は、台湾台北市大安区羅斯福路四段1号に本部を置く台湾の国立大学。1928年創立、1928年大学設置。大学の略称は台湾大学、台大、NTU。
日本統治時代に創設された旧帝国大学の一つ。国立台湾大学システムおよび台湾EUセンター7大学連盟の一校。

## 概観

### 大学全体

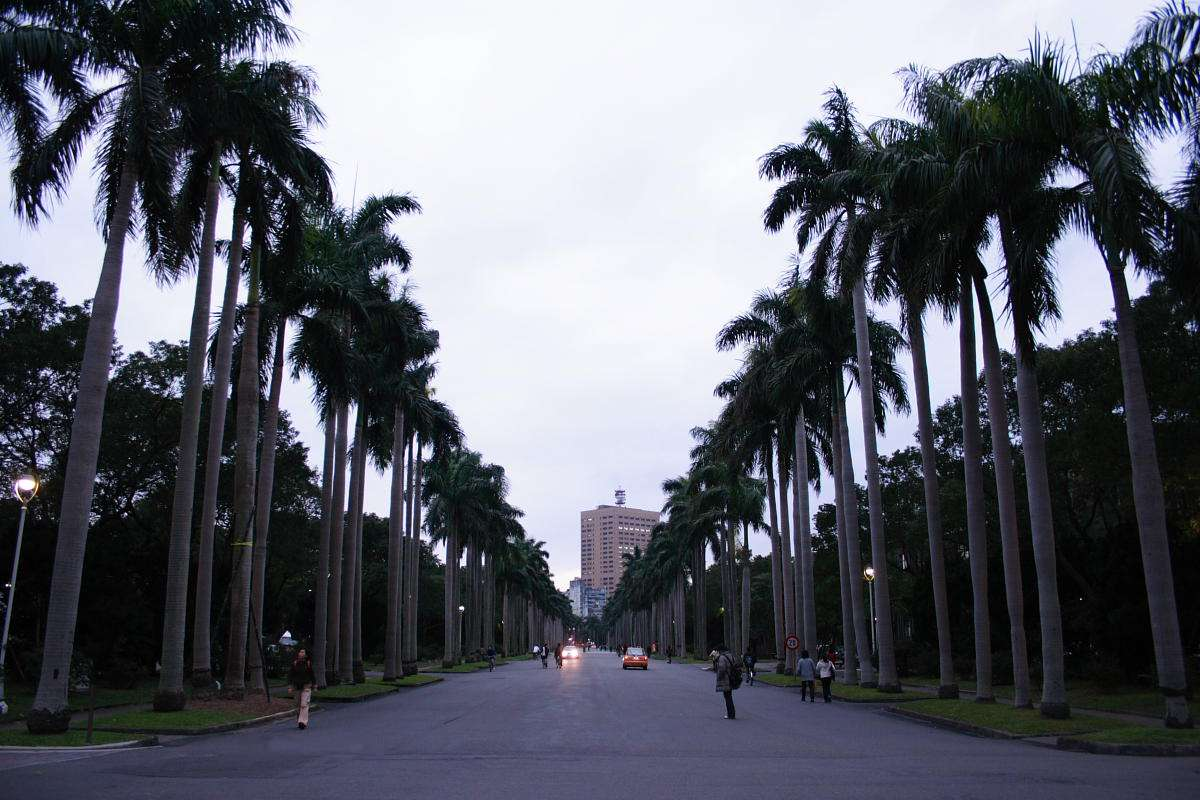
メインストリートである椰林大道（Royal Palm Blvd.）

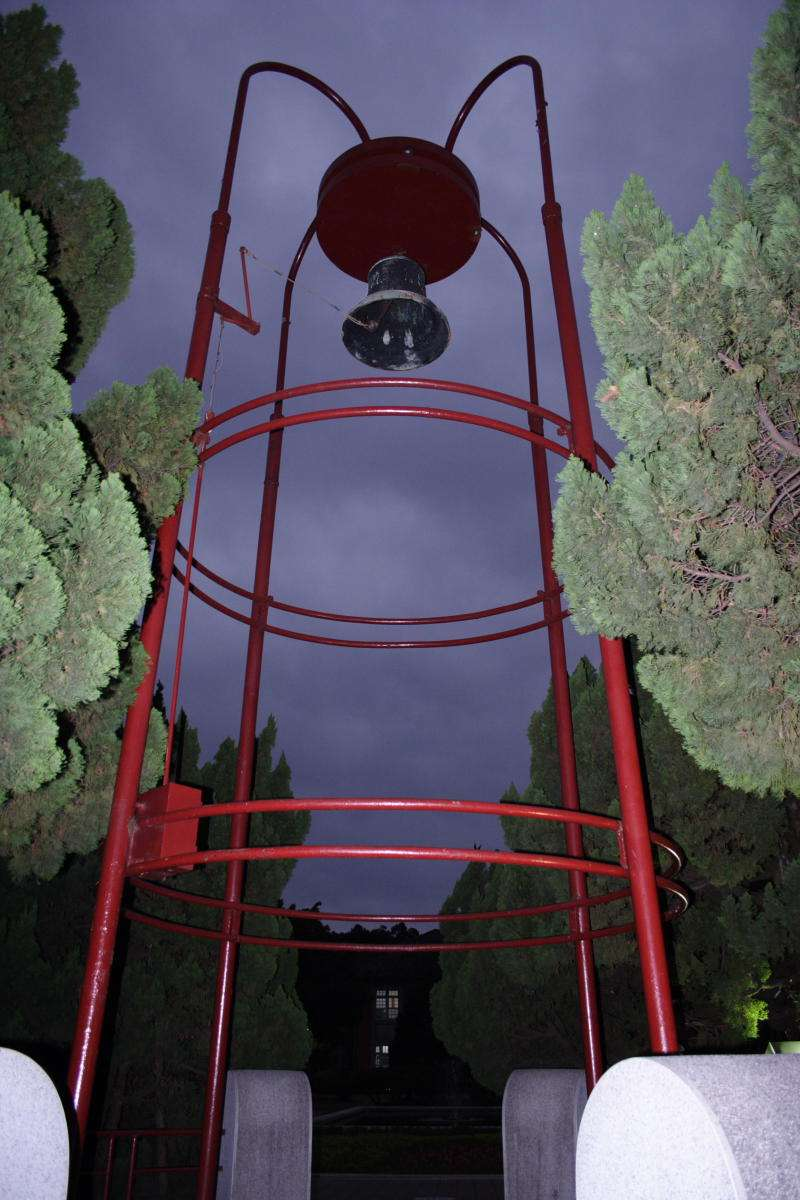
シンボルの傅鐘

国立台湾大学は、日本統治時代の1928年に台北帝国大学（旧字体：臺北帝國大學）として設立され、第二次世界大戦終結後の1945年に現在の名前に変更された。前身として台湾総督府医学校などがある。国共内戦後中華民国随一の最高学府との位置づけがなされ国立中央大学は、国立台湾大学に置き換えられた。2002年、指定国立研究大学7校（現在6校）の一つに指定される。さらに、日本台湾交流協会は台大を台湾の7名門大学の1校に紹介している。
現在は11学院（学部及び研究科）・54学系（学科）・96研究所（専攻）・33研究中心（研究所）と夜間部を擁し、3万人を越える学生が通うマンモス校である。
著名な卒業生にはノーベル化学賞受賞者である李遠哲、チューリング賞受賞者である姚期智、ウルフ賞受賞者である楊祥發（農業部門）、翁啓恵（化学部門）らをはじめ、百名を超える国立科学アカデミー（中央研究院）のフェロー（院士）、李登輝・陳水扁・馬英九・蔡英文・頼清徳ら5人の中華民国総統、連戦・呂秀蓮・呉敦義・陳建仁・頼清徳ら5人の中華民国副総統そのほか、台湾はもとより、世界各国の政・財・官・学の各界で活躍する人材を多数輩出している。
大学出版局として「国立台湾大学出版中心」（台大出版中心）がある。

### 建学の精神
第二次世界大戦後、傅斯年元北京大学学長が台湾大学の新学長に就任し、台大の自由主義校風を打ち立てた。台湾の白色テロ時代に、台大のキャンパスは全国唯一の学生運動が許可されたところであり、台大教員・学生と出身者が発動した社会運動は台湾民主化の重要な推進力となった。

## 沿革

### 台北帝国大学

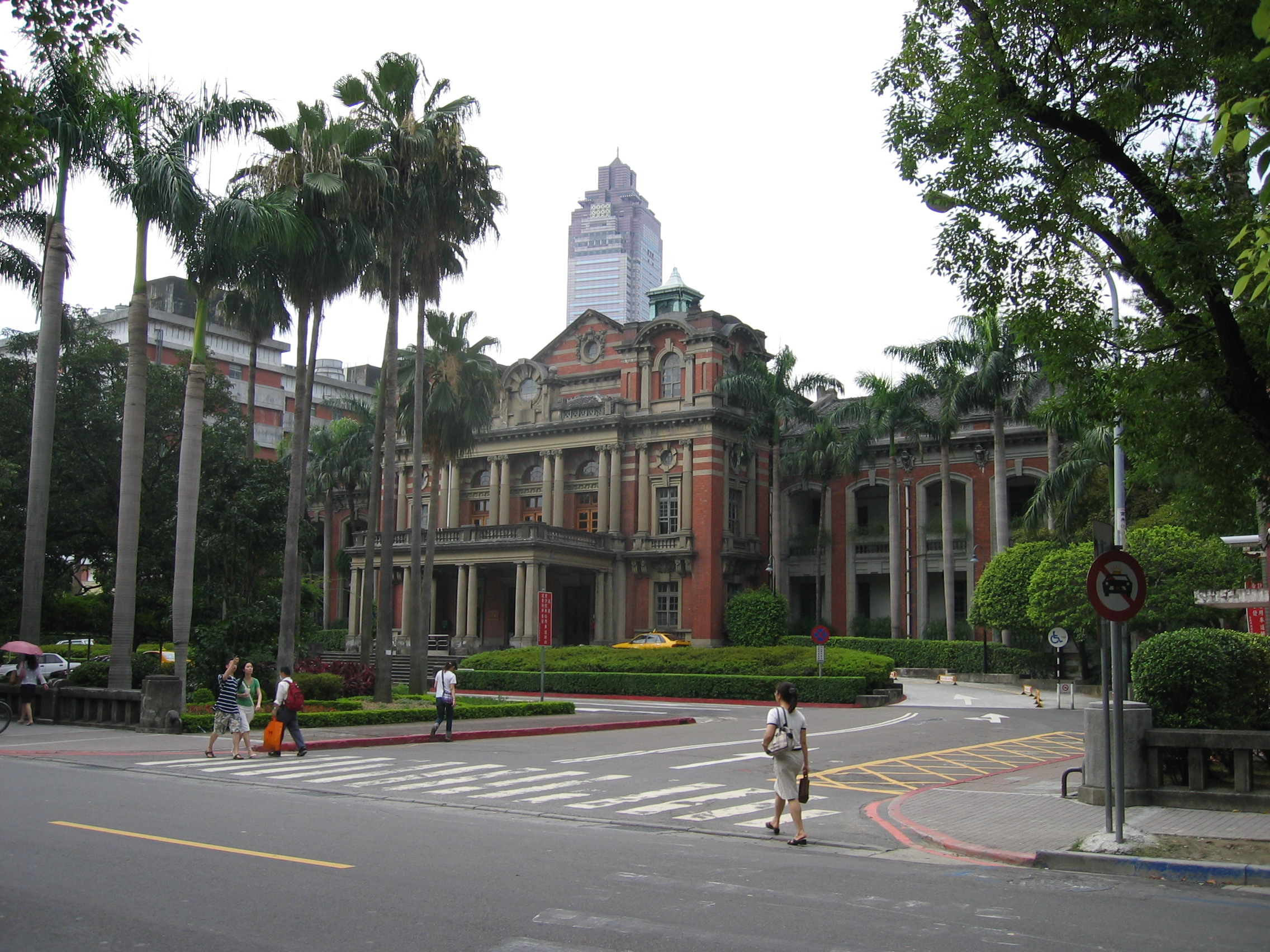
国立台湾大学医学部附属病院

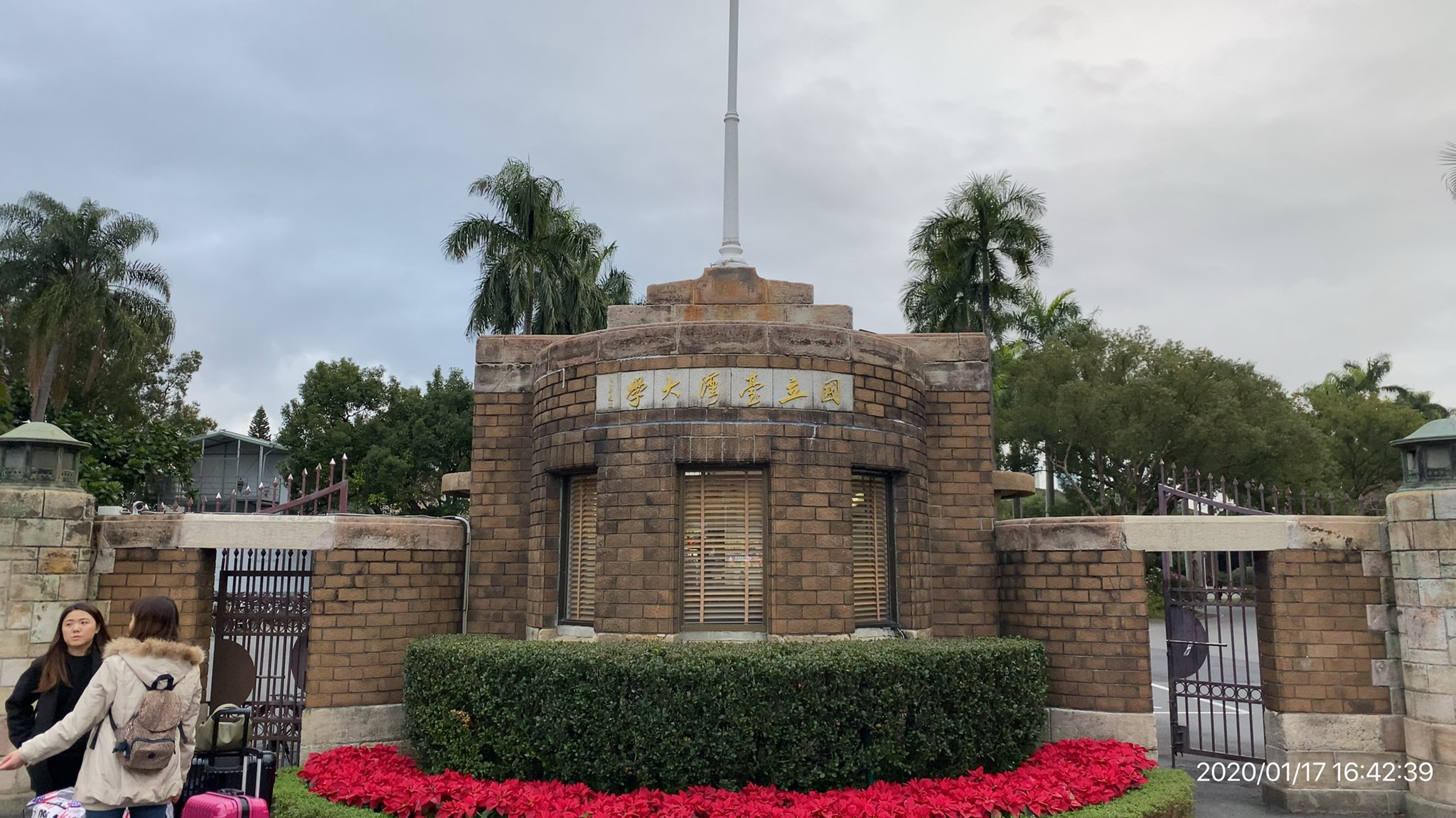
国立台湾大学校門

国立台湾大学の起源は、日本統治時代の1928年（昭和3年）3月16日に、台湾台北州台北市富田町で 7番目の帝国大学として設立される。大学設立の準備段階では当初「台湾大学」との名称が用いられ、その後、「台湾帝国大学」が用いられたが、「台湾帝国大学」では台湾帝国の大学との誤解が生じるとの理由から1927年に「台北帝国大学」に名称が決まった。
日本内地の帝国大学が文部省の管轄であったのに対し、台北帝国大学は台湾総督府の管轄であった。当初は文政学部と理農学部の二学部が設置され、1928年4月より開講した。さらに1941年（昭和16年）には予科（豫科）も作られた。1945年（昭和20年）度時点での学部構成は、文政学部、理学部、農学部、医学部、工学部であった。
国立台湾大学は、旧帝国大学としての連続性を有しつつ現在に至るため、台北帝国大学を前身として位置づけている。一方、ソウル大学校は京城（帝国）大学（京城帝国大学）の廃校後に新設された経緯があるため、同大学校は京城帝国大学を前身とは位置付けていない。

### 国立台北大学
1945年（昭和20年）8月15日の終戦により、同年11月15日に中華民国が接収して「国立台北大学」と改称した。

### 国立台湾大学
1945年12月15日に「国立台湾大学」と改称、現在に至る。
| 年     | 月日 | 事跡                                   |
| ------ | ---- | -------------------------------------- |
| 1947年 | -    | 台北高等商業学校が台湾大学法学院へ編入 |
| 1959年 | -    | 商学系を設置                           |
| 1967年 | -    | 夜間部を設置                           |
| 1987年 | -    | 商学系4系を統合し、管理学院を設置      |
| 1993年 | -    | 公衆衛生学院を設置                     |
| 1997年 | -    | 電資学院を設置                         |
| 1999年 | -    | 法律学院を設置                         |
| 2003年 | -    | 生命科学院を設置                       |
| 2015年 | -    | 創新設計学院を設置                     |
| 2021年 | -    | 国際学院、重点科技研究学院を設置       |

## ランキング
非欧米圏では有数の研究大学として、とくに工学分野はアジア有数と評価されている。ただしTHE世界大学ランキングでは施設の更新の遅れなどを理由に、近年20ポイント以上ランクを低下させている。
- QS世界大学ランキング：68位（2025年）[5]
- THE世界大学ランキング：172位（2025年）[6]
- USニューズ：ベストグローバル大学：233位（2024年）[7]

## キャンパス
- 台北キャンパス
  - 校本部（10617台北市大安区羅斯福路四段1号）
  - 水源キャンパス（10087台北市中正区思源街18号）
  - 城中キャンパス（10055台北市中正区徐州路21号）
- 竹北キャンパス（30264新竹県竹北市荘敬一路88号）
- 雲林キャンパス（63247雲林県虎尾鎮学府路95号）
- 山地実験農場（54641南投県仁愛郷仁和路215号）
- 演習林（55750南投県竹山鎮前山路一段12号）

## 組織
12の学院（学部・大学院研究科）と3の専業学院（専門教育を行う学院、専門職大学院）を置く。
- 文学院 - 文学部。
- 理学院（中国語版） - 理学部。
- 社会科学院（中国語版） - 社会科学部。
- 医学院 - 医学部。
- 牙医専業学院 - 歯学部。
- 薬学専業学院 - 薬学部。
- 工学院（中国語版） - 工学部。
- 生物資源および農学院（中国語版） - 農学部。
- 獣医專業学院 - 獣医学部。
- 管理学院（中国語版） - 商学部・経営学部、ビジネススクール。
- 公共衛生学院（中国語版） - 公衆衛生学部。
- 電機資訊学院（中国語版） - 機電系、情報系。
- 法律学院（中国語版） - 法学部、法科大学院。
- 生命科学院 - 生命科学部。
- 進修推広学院 - 職業教育、継続教育の修士課程を置く。
- 共同教育中心 - 共同教育センター。統計学、スポーツ科学、ゲノム科学、生物多様性研究などの修士課程を置く。

## 教員
Category:国立台湾大学の教員も参照。

### 歴代学長
| 区分 | 代     | 氏名     | 任期                   |
| ---- | ------ | -------- | ---------------------- |
| 帝大 | 初代   | 幣原坦   | 1928年3月 - 1937年9月  |
| 帝大 | 第2代  | 三田定則 | 1937年9月 - 1941年4月  |
| 帝大 | 第3代  | 安藤正次 | 1941年4月 - 1945年3月  |
| 帝大 | 第4代  | 安藤一雄 | 1945年3月 - 1945年8月  |
| 台大 | 初代   | 羅宗洛   | 1945年8月 - 1946年7月  |
| 台大 | 第2代  | 陸志鴻   | 1946年8月 - 1948年5月  |
| 台大 | 第3代  | 荘長恭   | 1948年6月 - 1948年12月 |
| 台大 | 代理   | 杜聡明   | 1948年12月 - 1949年1月 |
| 台大 | 第4代  | 傅斯年   | 1949年1月 - 1950年12月 |
| 台大 | 代理   | 沈剛伯   | 1950年12月 - 1951年1月 |
| 台大 | 第5代  | 銭思亮   | 1951年1月 - 1970年5月  |
| 台大 | 第6代  | 閻振興   | 1970年6月 - 1981年7月  |
| 台大 | 第7代  | 虞兆中   | 1981年8月 - 1984年7月  |
| 台大 | 第8代  | 孫震     | 1984年8月 - 1993年2月  |
| 台大 | 代理   | 郭光雄   | 1993年3月 - 1993年7月  |
| 台大 | 第9代  | 陳維昭   | 1993年8月 - 2005年6月  |
| 台大 | 第10代 | 李嗣涔   | 2005年6月 - 2013年6月  |
| 台大 | 第11代 | 楊泮池   | 2013年6月 - 2017年6月  |
| 台大 | 代理   | 張慶瑞   | 2017年6月 - 2017年9月  |
| 台大 | 代理   | 郭大維   | 2017年10月 - 2019年1月 |
| 台大 | 第12代 | 管中閔   | 2019年1月 - 2023年1月  |
| 台大 | 第13代 | 陳文章   | 2023年1月 - 現職       |

## スポーツ・サークル・伝統

### サークル
- 台大電子布告欄系統研究社 - 台湾最大の電子掲示板「PTT(批踢踢)」を運営管理しているサークル。当校の情報工学系の学生と卒業生を中心として構成されている。PTTの拠点は敷地内にあるが、学校法人とは独立した立場を取っていることで、外部人材の登用や外部ユーザーの参加促進など、運営の自由度を高めている。

## 主な出身者
Category:国立台湾大学出身の人物も参照。

### 政治
- 頼清徳 - 中華民国総統（第16代）、元中華民国副総統 （第15代）、元台南市長、民主進歩党主席
- 蔡英文 - 元中華民国総統（第14代、第15代）、元民主進歩党主席
- 馬英九 - 元中華民国総統（第12代、第13代）、元国民党主席
- 陳水扁 - 元中華民国総統（第10代、第11代）、元民主進歩党主席
- 李登輝 - 元中華民国総統（第7代継任、第8代、第9代）、元国民党主席
- 陳建仁 - 中華民国行政院長、元中華民国副総統 （第14代）
- 呉敦義 - 元中華民国副総統（第13代）、元行政院院長
- 呂秀蓮 - 元中華民国副総統（第10代、第11代）、元桃園県長
- 連戦 - 元中華民国副総統（第9代）、元国民党主席
- 謝長廷 - 中華民国駐日代表、元行政院院長、元高雄市長
- 柯文哲 - 元台北市長
- 朱立倫 - 元新北市長、元国民党主席
- 林佳龍 - 元台中市長
- 涂醒哲 - 元嘉義市長
- 鄭文燦 - 桃園市長
- 黄国昌 - 元時代力量主席
- 蘇貞昌 - 元行政院長、元民主進歩党主席、元台北県長
- 陳唐山 - 元中華民国外交部長
- 杜正勝 - 元中華民国教育部長、元国立故宮博物院長
- 羅福全 - 元中華民国駐日代表
- 許世楷 - 元中華民国駐日代表
- 陳文茜 - 評論家、元立法委員、元民主進歩党文化宣伝部主任
- 高嘉瑜（PTT管理人、台北市議、民主進歩党立法委員）
- 鄭麗君 - 民主進歩党立法委員、文化部部長
- 黄偉哲 - 農学・公衆衛生学者、民主進歩党立法委員、第3代台南市長
- 野崎孝男 - 中華民国行政院政務顧問、練馬区議会議員

### 学術
- 李遠哲 - 元中央研究院院長、ノーベル化学賞受賞者（1986年）
- 翁啓恵 - 元中央研究院院長、ウルフ賞化学部門
- 姚期智（アンドリュー・チーチー・ヤオ） - チューリング賞受賞者（2000年）
- 劉進慶 - 台湾経済研究者
- 洪致文 - 気象学者・地理学者・鉄道研究家、作家。
- 毛河光 - 物理学者
- 李茂生 - 法学者
- 羅一鈞 - 医師、疫学者
- 馮明珠 - 歴史学者、国立故宮博物院元院長

### 経済界
- 羅祥安（トニー・ロー） - 元ジャイアント・マニュファクチャリングCEO

### 文学
- 李敖 - 作家、評論家、元立法委員
- 白先勇 - 作家
- AKRU - 漫画家
- CHuN - 漫画家

### 音楽
- 周華健（エミール・チョウ） - 歌手 ※中退
- 温尚翊 - メイデイのギタリスト、リーダー

### 芸能
- 蘇有朋（アレック・スー） - 俳優、アイドル ※中退

### IT
- 杜奕瑾 - ソフトウェアエンジニア。在学中にPTTを創設、卒業後は米国マイクロソフトを経て人工知能研究機関「台湾人工智慧実験室（Taiwan AI Labs）」を創設[8]。
- 洪任諭 - ソフトウェア開発者
- 許峰雄 - 計算機科学者。IBMのチェス・コンピュータ「ディープ・ブルー」の主要開発者。

### その他
- 古庭維 - 鉄道・山岳写真家、登山家

## 交流のある学校
| | |
| 日本 - 上智大学 - 青山学院大学 - 大阪大学 - 岡山大学 - お茶の水女子大学 - 金沢工業大学 - 関西大学 - 関西学院大学 - 九州大学 - 京都大学 - 慶應義塾大学 - 国際教養大学 - 神戸大学 - 創価大学 - 東京大学 - 東京外国語大学 - 東京学芸大学 - 東京工業大学 - 東北大学 - 名古屋大学 - 日本大学 - 一橋大学 - 北海道大学 - 明治大学 - 琉球大学 - 早稲田大学 - 藤田医科大学 - 筑波大学 | 日本国外 - 香港中文大学（香港） - 香港大学（香港） - シンガポール国立大学（シンガポール） - ソウル大学校（韓国） - ハーバード大学（米国） - コロンビア大学（米国） - スタンフォード大学（米国） - 南カリフォルニア大学（米国） - カリフォルニア大学バークレー校（米国） - オックスフォード大学（イングランド） - チューリッヒ工科大学（スイス） - コペンハーゲン大学（デンマーク） - ミュンヘン工科大学（ドイツ） - オーストラリア国立大学（オーストラリア） |